# Bernat Adam Ferrero
Bernat Adam Ferrero (Algemesí, 28 de febrer del 1942 - València, 12 d'octubre de 2022) fou un compositor, director d'orquestra, pianista i musicòleg valencià.

## Biografia
S'inici en els estudis musicals, gràcies a l'empenta de la seua àvia, a la societat musical d'Algemesí i s'incorpora a la banda simfònica com a clarinetista. Amb 10 anys ingressa al Conservatori de València obtenint excel·lents qualificacions i es trasllada a Madrid per seguir els estudis de direcció amb el mestre Enrique García Asensio.
La primera banda simfònica sota la batuta d'Adam Ferrero fou la d'Énguera (la Canal de Navarrés) l'any 1962 i un any més tard aconsegueix per oposició ingressar al Cos Nacional de Directors de Bandes Civils amb només 20 anys d'edat el que el converteix en la persona més jove en aconseguir-ho fins al moment.
Es consolida com a director de prestigi quan el 1970 assumeix la direcció de la banda simfònica de l'Ateneu Musical de Cullera (la Ribera Baixa) fins al 1976, i de la seua acadèmia. També va dirigir importants bandes com la Primitiva de Llíria (el Camp de Túria), així com orquestres com la de València, de Còrdova, la Simfònica de Madrid, la de RTVE, de Múrcia, la Orquesta Lírica Española, el Collegium Instrumentale, la de Cascais Oeiras (Portugal), la Simfònica de Sofia (Bulgària), la de Mar del Plata i la del Teatro Colón (Argentina), la Nacional de Cuba, la Simfònica Eslovaca, la Simfònica i Cor de Virgínia (EE.UU), la de Tarija (Bolívia), la Nacional de les Filipines i bandes valencianes, espanyoles, europees i americanes.
Adam Ferrero també fou músic militar com a director de la banda del Cuartel General de la Armada de la qual fou Tinent-Coronel director, també director de la unitat de música de la Divisió d'Infanteria Motoritzada Maestrazgo núm. 3 de València (1975-1980) i (1982-1995), de la Banda de Música del Govern Militar de Sant Sebastià (1980-1982) i la Banda Simfònica d'Infanteria de Marina de Madrid (1995-2004).
En la vessant compositiva Bernardo Adam Ferrero és considerat un renovador i prolífic autor de centenars d'obres per a bandes simfòniques, orquestres, música coral i de càmera. Va escriure pasdobles, simfonies, himnes i tot tipus d'obres dedicades al món de les festes com les Falles o els Moros i Cristians, així com a municipis o personatges com el pasdoble que va dedicar al president de la Generalitat Valenciana Francisco Camps l'any 2006 o l'Homenatge al pintor valencià Joaquim Sorolla.
També va participar com a assessor musical o director tècnic de nombrosos festivals com el Certamen Internacional de Bandes de Música Ciutat de València, la Semana Internacional de Música Religiosa de Plasència (Extremadura) primer i després de València.
Als anys 80 va dirigir un programa de ràdio a la cadena COPE amb el títol La música de Valencia, així com articulista en diverses publicacions especialitzades.

## Reconeixements
El primer premi rebut en la seua carrera fou el Premi Joaquim Rodrigo de composició el 1970, que va tornar a rebre quatre anys més tard, i el Manuel Palau també de composició el 1974. Destaquen també el Premi de l'Institut d'Estudis Alacantins i el Maestro Villa de Madrid. A Nova York va rebre el Order of Merit per la seua contribució, a l'Habana la Batuta d'Or del Festival Internacional de Cuba, a Chicago la Medalla d'Honor en el Festival Internacional Mid Westl dirigint el grup de solistes Mare Nostrum.
Fou membre de la Real Acadèmia de les Belles Arts de San Fernando de Madrid i president d'honor de l'Acadèmia de la Música Valenciana. Membre de mèrit de la Fundación Carlos III i doctor honoris causa per la Universitat de Sidney (Austràlia).

## Música per a banda
- Al Cristo del Salvador (1986), marxa de processó
- Almàssera: poema descriptivo (2005)
- Altea, díptic simfònic per a grup de percussió i banda
- Amics del Corpus de València, marxa de processó
- Bendito seas, Señor (2005), motet per a contralt i banda, amb lletra de Rafael Benet Porter
- El Cantar del Mío Cid (1994), poema simfònic amb narració, en quatre parts, amb text de Carlos Frubeck de Burgos
- Castell de l'Olla (2000), poema simfònic per a un espectacle piro-musical, amb textos de Ricard Bellveser[6]
- Danses alicantines (1982), suite[7]
- Danses valencianes (1978). Comprèn Ball de bastonets i Jota valenciana
- Diálogos (2004), per a quatre trompes i banda
- Divertimento para banda (1982), en tres parts
- El dos de Mayo en Madrid (1996), poema simfònic en quatre parts, sobre el poema de Luís López Anglada
- En el barrio del Carmen
- En el claustro de Santo Domingo (1991), poema simfònic en quatre moviments
- Fallera major de València, suite simfònica
- Festes en Llanera: danses populars, en tres moviments
- Gallego Martínez
- Hermandad Santísimo Cristo del Salvador (1990)
- Himne a Algar (2007), per a cor i banda
- Himno a Albarracín
- Himno a Almansa
- Himno de Hungtington
- Homenatge a Joaquim Sorolla (1990), quadres simfònics
- Ibiza
- Impresiones festeras: Estructuras Sinfónicas (1985). Dedicat a la Festa de Moros i Cristians d'Ontinyent[8]
- Música para banda: Estructuras Sinfónicas (1983), en quatre moviments. Premi Maestro Villa del 1984
- Navarra (1983), suite simfònica
- El 9 d'Octubre (2005), poema simfònic sobre textos de Joan Alfons Gil i Albors[9]
- Obertura para una reina (Partitura Arxivat 2007-06-24 a Wayback Machine.)
- Ontinyent (2006), poema simfònic Ressenya Arxivat 2007-09-28 a Wayback Machine.
- Sagunto (1995), suite simfònica en quatre parts, amb lletra de Jaume Bru i Vidal
- Tierra Mítica (2000), en quatre parts[10]

Pas-dobles: Amparo Morosoli, Brisas del Clariano (1989), Cadelavir 70, Cent anys de música, Daniel Juan (1988), Eugenia López, Falla Doctor Gil y Morte, Falla Malvarrosa, Falla Sueca-Literato Azorín, Francisco Camps (2006), Garcieta, La Marcelina, María de los Ángeles Redondo, Maria Ortega (1989), Mariners d'Ontinyent, El nostre (1966), Pellicer-Torres, El Pernil, Reina de fiestas 1960, San Miguel de Abona (1993), Vanessa Lerma, Vicente Gurrea, Villamarchante